# Murina ussuriensis
Murine de l'Oussouri
Espèce
Répartition géographique
Statut de conservation UICN

 LC  : Préoccupation mineure
Murina ussuriensis, la Murine de l'Oussouri, est une espèce de chauves-souris de la famille des Vespertilionidae. 

## Répartition
Elle est répandue en Extrême-Orient russe (kraï de Khabarovsk, kraï du Primorié, sud de Sakhaline et île de Kounachir dans les Kouriles), en Chine du Nord-Est (Heilongjiang), en Corée du Nord (Hamgyŏng du Nord) et au Japon. La sous-espèce du Japon a longtemps été considérée comme une espèce distincte (Murina silvatica).

## Description
C'est une chauve-souris de taille relativement modeste : la longueur du corps est de 40 mm avec une queue de 25 mm et un avant-bras de 27 mm. Sa fourrure est courte et douce avec des poils tricolores : sombres à la base, pâles au milieu, brun-rouge à l'extrémité. Le pelage est épais sur le haut des jambes et le dos du patagium caudal. L'adulte peut peser de 4 à 8 g.

## Comportement

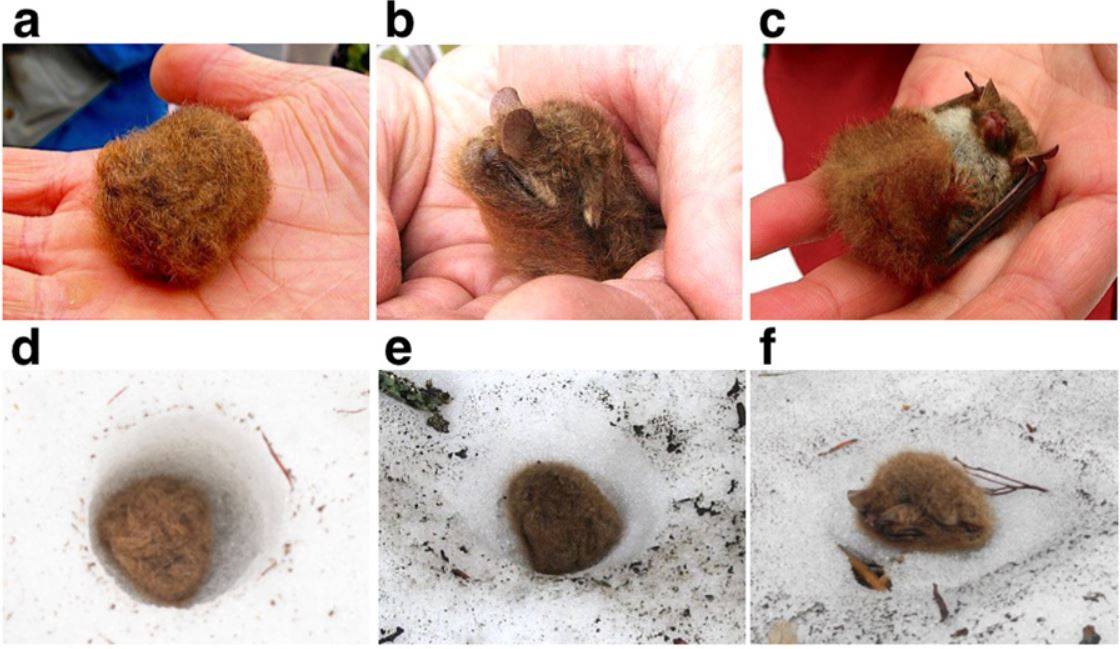
Murina ussuriensis faisant son trou dans la neige, 2018.

Au printemps et en automne, elle niche dans des tas de feuilles mortes, des arbres creux ou des fissures de l'écorce. Parmi ses arbres de nichage habituel figurent Litsea acuminata, Neolitsea sericea, Camellia sasanqua, Ardisia sieboldii, Cinnamomum camphora et Ficus superba. Les femelles changent fréquemment de nid, pratiquement tous les jours dans l'une des populations étudiées. Elles sont philopatriques et s'éloignent peu de leur lieu de naissance.
De juin à août, les femelles forment des colonies de maternité de 2 à 22 individus et donnent naissance en été à un petit qui peut être sexuellement mature à l'automne. Le reste du temps, les deux sexes sont solitaires. Leur durée de vie est de 4 ans à 4 ans et demi, soit moins que beaucoup d'autres chauve-souris. 
Murina ussuriensis est le seul mammifère avec l'ours polaire à hiberner dans la neige, ce qui lui permet peut-être de maintenir une température constante. On suppose qu'elle creuse elle-même son trou dans la neige.

## Maladies
Elle peut être victime de parasites comme Vampirolepis yakushimaensis, un ver de la famille des Hymenolepididae. Des cas d'infection par le fonge Pseudogymnoascus destructans ont été observés en Chine mais ils semblent plus bénins qu'en Amérique du Nord.

## Liste des sous-espèces
Selon GBIF (1 décembre 2024) :
- Murina ussuriensis katerinae Kruskop, 2005
- Murina ussuriensis silvatica Yoshiyuki, 1983
- Murina ussuriensis ussuriensis Ognev, 1913

## Systématique
Le nom valide complet (avec auteur) de ce taxon est Murina ussuriensis Ognev, 1913.
Elle est identifiée en 1913 par le naturaliste russe Sergueï Ognev à partir d'un holotype recueilli par Nikolaus Ikonnikov.
Ce taxon porte en français le nom vernaculaire ou normalisé suivant : Murine de l'Oussouri.
Cette chauve-souris est appelée communément Ussuri tube-nosed bat en anglais, et, en japonais, コテングコウモリ, « Chauve-souris à longue oreilles ») 